# 山沖義和
山沖 義和（やまおき よしかず、1958年 - ）は日本の財政・金融学者、財務官僚。専門は財政政策、地域金融、金融監督など。

## 来歴
慶應義塾大学経済学部経済学科卒業。慶應の経済学部経済学科在学中に国家公務員上級甲種試験（経済）を受験。1982年 大蔵省に入省。国際金融局調査課に配属。1986年7月 理財局総務課企画係長。1988年7月 札幌国税局北見税務署長。1994年7月 理財局総務課たばこ塩事業室課長補佐（総括・たばこ塩一）。1996年 総理府行政改革委員会事務局上席調査員。2008年7月4日 近畿財務局金融安定監理官。2012年7月14日 財務省大臣官房参事官（大臣官房担当）。2013年3月31日 厚生労働省大臣官房政策評価審議官。2014年7月11日 預金保険機構検査部長。2015年7月7日 退官。同年 信州大学経済学部教授。2016年 同大学経法学部教授。2017年 同大学大学院学術研究院社会科学系長（〜2020年）。2020年 同大学大学院総合人文社会科学研究科長。